# Jean Louis Prieur (Starszy)
Jean Louis Prieur Starszy (ur. w styczniu 1732, zm. 6 maja 1795) – francuski rzeźbiarz, rytownik, rysownik i dekorator aktywny w 2 poł. XVIII.
Tworzył w stylu Ludwika XVI. Od 1766 r. Prieur współtworzył wraz z Victorem Louis projekty przebudowy  wnętrz Zamku Królewskiego w Warszawie, zajmując się przede wszystkim tworzeniem projektów wyposażenia ruchomego – mebli, zegarów, świeczników, kandelabrów i waz – część tych projektów została zrealizowana. Od 1766 r. był członkiem Akademii św. Łukasza (fr. Académie de Saint-Luc).
Był ojcem rysownika Jeana Luois Prieura.